# Johan II. van Enum

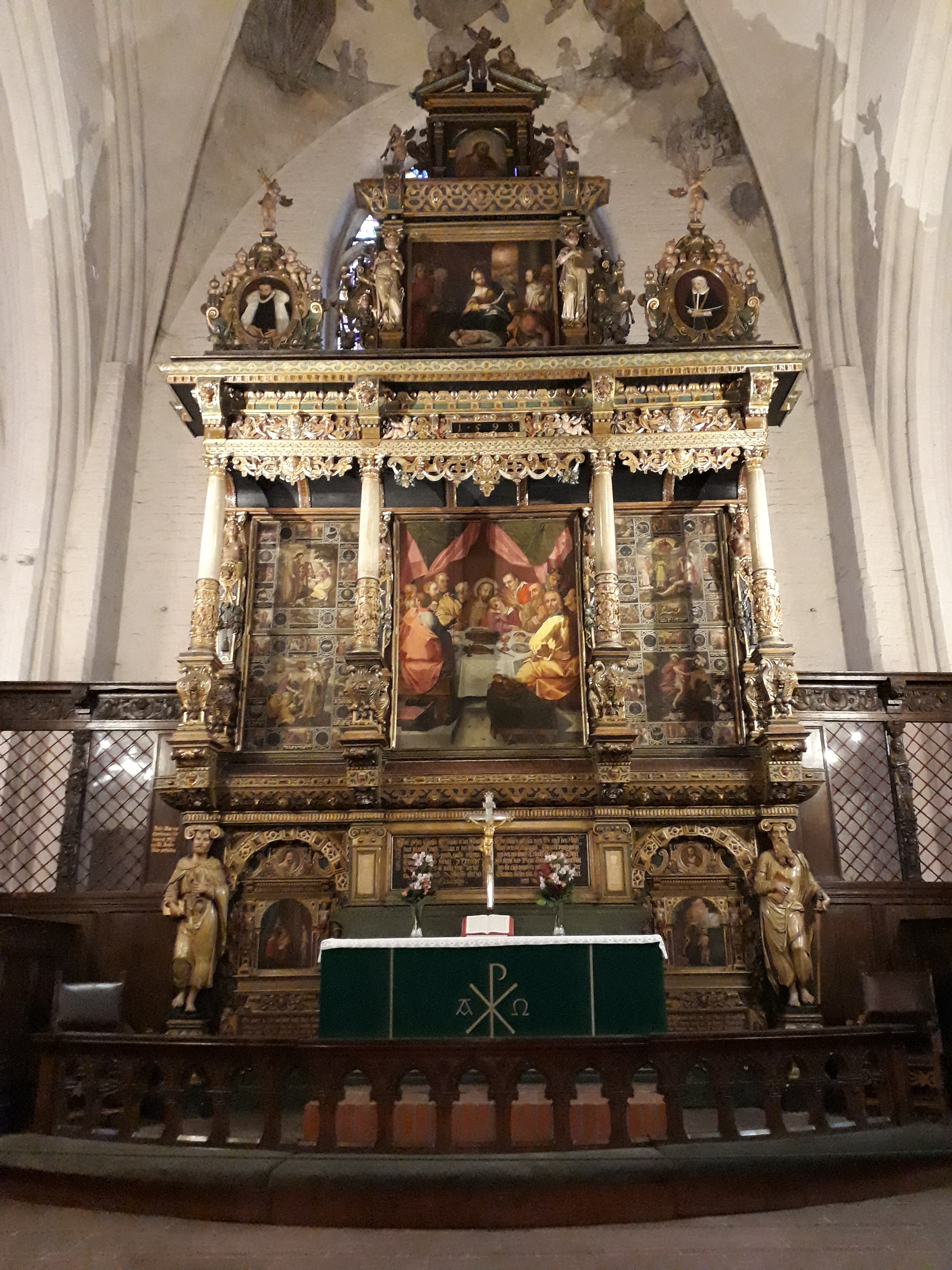
Altar der Flensburger Marienkirche mit Gemälden von Enum

Johan II. van Enum, auch Jan von Enum, a Enum oder von Einum bzw. Einem sowie Jan oder Hans Maler genannt (bl. 1592–1614), war ein deutscher Maler, der in Flensburg und Kopenhagen tätig war.

## Leben
Johan van Enum wurde als Sohn des vermutlich aus den Niederlanden stammenden gleichnamigen Malers Johann I. van Enum geboren. Der Vater ist in Flensburg durch Rechnungsbücher der Kirchen seit 1573 und durch den Ankauf eines Hauses im Viertel der Nikolaikirche seit Anfang der 1580er-Jahre nachgewiesen. Seine Mutter, deren Name nicht bekannt ist, lebte noch 1601. Bis zum Tod des Vaters, der für Anfang 1594 angenommen wird, kann das Werk beider Künstler nicht differenziert und zugeordnet werden. Beide arbeiteten im Stil des Antwerpener Manierismus.
Johan II. van Enum heiratete in Flensburg 1592 in eine angesehene Familie ein. Mit seiner Frau Marine, der Tochter des Kaufmanns Marcus Holst, hatte er mindestens einen Sohn Johann, der denselben Beruf ergriff wie der Vater. 1594 übernahm er das Haus seines vermutlich in diesem Jahr verstorbenen Vaters. Als Kirchengeschworener und -rechnungsführer hinterließ er bis etwa 1608 zahlreiche schriftliche Quellen. Bis 1611 blieb er durch Grundbesitz nachweisbar, dann ließ er sein Haus durch einen Mittelsmann verkaufen.
In Flensburg arbeitete er als Maler und Vergolder, häufig zusammen mit dem ebenfalls in Flensburg ansässigen Bildschnitzer Heinrich Ringerink. Für die Marienkirche schuf er 1598 neben zahlreichen größtenteils nicht erhaltenen Vergoldungen und Fassungen die Gemälde für das von Ringerink geschnitzten Altarretabel nach Stichen von Johann Sadeler und Hendrick Goltzius. Die Ausmalung des Gewölbes der Nikolaikirche (1596) soll sein bedeutendstes Werk gewesen sein, sie hat sich jedoch nicht erhalten, so dass auf Beschreibungen in der Literatur zurückgegriffen werden muss. Weitere Arbeiten am Flensburger Kompagniehaus und in der Kirche von Garding sind aus der Zeit bis um 1604 bekannt.

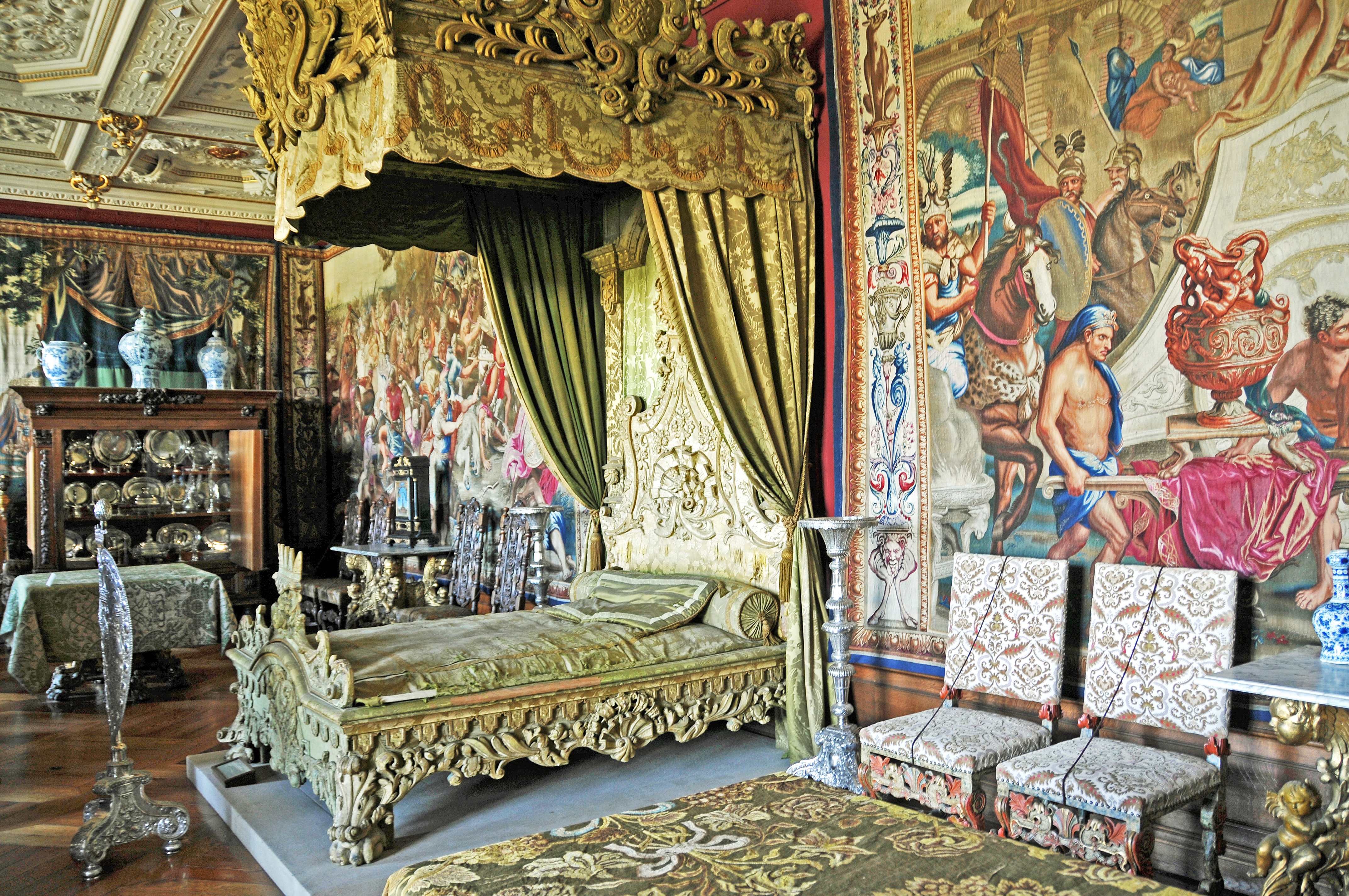
Von Enum ausgemaltes repräsentatives königliches Schlafgemach auf Frederiksborg

Danach verlegte er um 1607 den Schwerpunkt seines Schaffens nach Dänemark, wo auf Schloss Frederiksborg die Ausmalung des Schlafgemachs König Christians IV. von 1607/08 erhalten ist, während vier Gemälde von 1612 bei Brand des Schlosses verloren gingen. Auf 1607 datiert und signiert sind zwei Epitaphien in der Kirche von Nyborg für Peder Jensøn Skriver und Mads Lerche. In diesen Jahren malte er auch die Gewölbe der Kliplev Kirke aus, wovon sich als Rest ein Jüngstes Gericht im östlichen Chorgewölbe erhalten hat. Auch die 1614 ausgeführte Bemalung der in Ringerinks Werkstatt hergestellten Kanzel und Taufe samt Deckel für dieselbe Kirche, die laut Rechnung ein „Hans Maler“ aus Flensburg schuf, wird ihm zugeschrieben. Da seine Frau am 19. August 1615 die letzte Zahlung vom König entgegennahm, wird davon ausgegangen, dass er zu diesem Zeitpunkt bereits verstorben war.
Philip Weilbach dagegen vermutet, dass er 1615 nach Varberg in der dänischen Provinz Halland im heutigen Schweden ging, dessen Festung auf Befehl von Christian IV. zu Beginn des 17. Jahrhunderts erheblich erweitert wurde. Dort finden sich für das Jahr 1637 Rechnungen für Maler- und Vergolderarbeiten an der zum Schloss gehörigen Kirche, die aber auch von dem gleichnamigen Sohn Johann III. van Enum gestellt worden sein könnten.